# Deganello S.A.
Deganello S.A.  war ein italienischer Traktoren- und Motorenhersteller.

## Unternehmensgeschichte
Das Unternehmen wurde am 10. März 1923 mit Sitz in Mailand als Kapitalgesellschaft (società anonima) gegründet. Unternehmenszweck war Bau von und Handel mit Schwerölmotoren, Maschinen für Landwirtschaft und Industrie. Gründer waren die fünf Brüder Deganello: Dante, Remo, Ferruccio, Romolo und Erminio.
Das Unternehmen baute Glühkopfmotoren, die teils als Standmotoren Verwendung fanden, in geringem Umfang auch in von der Firma gefertigte landwirtschaftliche Traktoren eingebaut wurden.
Die Traktorenfertigung endete spätestens im September 1943. Nach dem Zweiten Weltkrieg wurde die Traktorenproduktion nicht wieder aufgenommen. Die Firmenleitung beschloss 1962 die Liquidation des Unternehmens, die 1968 abgeschlossen war.

## Modelle
1926 wurde der erste Traktor gebaut, von dem jedoch nur wenig bekannt ist: Der Motor war ursprünglich ein Standmotor, die Leistung wird mit 25–30 PS angegeben. Das Getriebe hatte zwei Vorwärts- und einen Rückwärtsgang. Er blieb ein Einzelstück.
Spätestens 1929 begann die Firma in kleiner Serie zwei Traktormodelle mit Leistungen von 30 und 40 PS zu bauen. Im Jahr 1934 gab es in Italien 38 Traktoren der Marke Deganello.
Irgendwann im Laufe der 1930er-Jahre – der genaue Zeitpunkt ist nicht bekannt – wurden beide Modelle durch neuere ersetzt: Der 30-PS-Typ hieß jetzt THS-Littoria, der 40-PS-Typ THF-Sabaudia. Von ersterem waren am 31. Dezember 1951 noch 28 Stück, von letzterem noch 25 Stück in Italien zugelassen.

## Technische Daten
Nachfolgend eine Übersicht über die technischen Daten der einzelnen Varianten:
| Typ          | Fahrgest- | Länge (m) | Breite (m) | Radst. (m) | Gew.(kg) | Zylinder | Bo/Hub  | cm³  | PS/min | km/h |
| ------------ | --------- | --------- | ---------- | ---------- | -------- | -------- | ------- | ---- | ------ | ---- |
| 30 HP        | Rad       | 2,52      | 1,40       | 1,60       | 2200     | 1        | 200/190 | 5966 | 30/550 | 4,7  |
| 40 HP        | Rad       | 2,70      | 1,60       | 1,65       | 3200     | 1        | 220/230 | 8739 | 40/500 | 4,5  |
| THS-Littoria | Rad       |           |            | 1,60       | 2200     | 1        | 200/220 | 6908 | 30/550 | 6,9  |
| THF-Sabaudia | Rad       |           |            | 1,72       | 3100     | 1        | 220/240 | 9118 | 40/550 | 7,3  |